# Spatula
Spatula Boie, 1822 è un genere di uccelli della famiglia degli Anatidi.

## Tassonomia
Il Congresso Ornitologico Internazionale (2018) assegna al genere Spatula le seguenti specie, in precedenza incluse nel genere Anas:
- Spatula querquedula (Linnaeus, 1758) - marzaiola
- Spatula hottentota (Eyton, 1838) - alzavola ottentotta
- Spatula puna (Tschudi, 1844) - alzavola della puna
- Spatula versicolor (Vieillot, 1816) - alzavola argentata
- Spatula platalea (Vieillot, 1816) - mestolone rosso
- Spatula cyanoptera (Vieillot, 1816) - alzavola cannella
- Spatula discors (Linnaeus, 1766) - marzaiola americana
- Spatula smithii Hartert, 1891 - mestolone del Capo
- Spatula rhynchotis (Latham, 1801) - mestolone australiano
- Spatula clypeata (Linnaeus, 1758) - mestolone comune